# Jay-Roy Grot
Jay-Roy Jornell Grot (Arnhem, 13 marzo 1998) è un calciatore olandese, di origini surinamesi, attaccante del Kashiwa Reysol.

## Biografia
Di origini surinamesi, è il cugino di Sherwin e Guillano Grot, a loro volta calciatori.

## Caratteristiche tecniche
Punta centrale dalla notevole forza fisica, bravo nel dribbling e nelle conclusioni, all'occorrenza può agire in posizione defilata.

## Carriera

### Club
Dopo essere cresciuto nei settori giovanili di Vitesse 1892, ESA Rijkerswoerd e NEC Nijmegen, debutta con la prima squadra del club olandese nel 2015. Dopo essere stato vicino alla Fiorentina, il 24 agosto 2017 viene acquistato dal Leeds United, con cui firma un quadriennale. Nel 2018/2018 gioca in prestito al VVV-Venlo segnando 6 gol in 33 partite di campionato e nel giugno 2019 viene ceduto ancora in prestito in Olanda al Vitesse.
Il 1º febbraio 2021 viene ceduto a titolo definitivo all'Osnabrück.

### Nazionale
Ha giocato nelle nazionali giovanili olandesi Unde-17, Under-18, Under-19, Under-20 ed Under-21.

## Statistiche

### Presenze e reti nei club
Statistiche aggiornate all'8 marzo 2021.
| Stagione            | Squadra             | Campionato          | Campionato | Campionato | Coppe nazionali | Coppe nazionali | Coppe nazionali | Coppe continentali | Coppe continentali | Coppe continentali | Altre coppe | Altre coppe | Altre coppe | Totale | Totale | Totale |
| Stagione            | Squadra             | Comp                | Pres       | Reti       | Comp            | Pres            | Reti            | Comp               | Pres               | Reti               | Comp        | Pres        | Reti        | Pres   | Reti   |        |
| ------------------- | ------------------- | ------------------- | ---------- | ---------- | --------------- | --------------- | --------------- | ------------------ | ------------------ | ------------------ | ----------- | ----------- | ----------- | ------ | ------ | ------ |
| 2015-2016           | NEC Nijmegen        | E                   | 10         | 0          | CO              | 0               | 0               | -                  | -                  | -                  | -           | -           | -           | 10     | 0      |        |
| 2016-2017           | NEC Nijmegen        | E                   | 20+4       | 5+1        | CO              | 0               | 0               | -                  | -                  | -                  | -           | -           | -           | 24     | 6      |        |
| ago. 2017           | NEC Nijmegen        | ED                  | 1          | 0          | CO              | -               | -               | -                  | -                  | -                  | -           | -           | -           | 1      | 0      |        |
| Totale NEC Nijmegen | Totale NEC Nijmegen | Totale NEC Nijmegen | 31+4       | 5+1        |                 | 0               | 0               |                    | -                  | -                  |             | -           | -           | 35     | 6      |        |
| ago. 2017-2018      | Leeds Utd           | FLC                 | 19         | 1          | FACup+CdL       | 1+2             | 0               | -                  | -                  | -                  | -           | -           | -           | 22     | 1      |        |
| 2018-2019           | VVV-Venlo           | E                   | 33         | 6          | CO              | 1               | 0               | -                  | -                  | -                  | -           | -           | -           | 34     | 6      |        |
| 2019-2020           | Vitesse             | E                   | 22         | 2          | CO              | 3               | 0               | -                  | -                  | -                  | -           | -           | -           | 25     | 2      |        |
| 2020-feb. 2021      | Leeds Utd           | PL                  | 0          | 0          | FACup+CdL       | 0               | 0               | -                  | -                  | -                  | -           | -           | -           | 0      | 0      |        |
| feb.-giu. 2021      | Osnabrück           | 2L                  | 0          | 0          | CG              | 0               | 0               | -                  | -                  | -                  | -           | -           | -           | 0      | 0      |        |
| Totale Leeds        | Totale Leeds        | Totale Leeds        | 19         | 1          |                 | 3               | 0               |                    | -                  | -                  |             | -           | -           | 22     | 1      |        |
| Totale carriera     | Totale carriera     | Totale carriera     | 105+4      | 14+1       |                 | 7               | 0               |                    | -                  | -                  |             | -           | -           | 116    | 15     |        |

## Palmarès

### Club

#### Competizioni nazionali
- 1. Division: 1

Odense: 2024-2025